# Frans van Assisi van Bourbon
Francisco de Asís (Frans van Assisi) María Fernando de Borbón y Borbón (Aranjuez, 13 mei 1822 – Épinay-sur-Seine, 16 april 1902), hertog van Cádiz, was als gemaal van Isabella II koning van Spanje. Als zoon van Francisco de Paula van Bourbon was hij een kleinzoon van Karel IV en een neef van Ferdinand VII. Zijn moeder was Louise Charlotte van Bourbon-Sicilië, dochter van Frans I der Beide Siciliën.
Hij was lichamelijk en geestelijk zwak en werd daarom op instigatie van Lodewijk Filips van Frankrijk - die voor zijn zoon Antoine, hertog van Montpensier of een van diens nazaten de Spaanse troon op het oog had - uitgehuwelijkt aan zijn 16-jarige nicht Isabella II, in de verwachting dat hij niet in staat zou blijken een troonopvolger te verwekken. 10 oktober 1846 huwden zowel Isabella en Frans als de hertog van Montpensier en Isabella's zuster Luisa Fernanda van Spanje.
Frans ontving hierop de titel van koning en de rang van kapitein-generaal. De echtelieden namen weinig notie van elkaar, maar na enkele incidenten in de eerste jaren van hun huwelijk nam hij de rol van echtgenoot en vader op zich. Uit het huwelijk werden twaalf kinderen geboren maar aan Frans' vaderschap wordt ernstig getwijfeld.
Frans begeleidde Isabella na haar abdicatie in 1868 naar Parijs, maar verliet haar daarop terstond. Na nog een zeer teruggetrokken leven te hebben geleid stierf hij in 1902 in het kasteel van Épinay.

## Kinderen
Uit het huwelijk van Frans van Assisi en Isabella II werden twaalf kinderen geboren waarvan er vier de volwassen leeftijd bereikten:
- Luis (20 maart 1849).
- Fernando (11 juli 1850).
- María Isabel (20 december 1851 – 23 april 1931), gehuwd met Gaetan van Bourbon-Sicilië, zoon van Ferdinand II der Beide Siciliën.
- Maria Cristina (5 januari 1854 - 8 januari 1854).
- Dood geboren kind (23 september 1855).
- Francisco (21 juni 1856).
- Alfonso Francisco (28 november 1857 – 25 november 1885), koning van Spanje, gehuwd met Mercedes van Orléans en daarna met Maria Christina van Oostenrijk.
- María de la Concepción (26 december 1859 - 21 oktober 1861).
- María del Pilar (4 juni 1861 - 5 augustus 1879).
- María de la Paz (23 juni 1862 – 4 december 1946), gehuwd met Lodewijk Ferdinand van Beieren, kleinzoon van koning Lodewijk I van Beieren.
- María Eulalia (12 februari 1864 - 8 maart 1958), gehuwd met Anton Maria van Orléans-Bourbon, hertog van Galleria.
- Francisco (21 januari 1866 - 14 februari 1866).